# Fettvalk
En fettvalk är en ofta missklädsam utbuktning (valk) på huden som orsakats av extra mycket underhudsfett. Dessa brukar vara extra tydliga på överviktiga eller feta personer, särskilt kring hals, mage, armar och ben.
I extrema fall kan fettvalkarna avlägsnas genom kirurgisk operation.